# Lasioglossum duckei
Lasioglossum duckei là một loài Hymenoptera trong họ Halictidae. Loài này được Alfken mô tả khoa học năm 1909.